# Jürgen Fanghänel
Jürgen Fanghänel (* 1. srpna 1951 Limbach-Oberfrohna, Německá demokratická republika) je bývalý německý rohovník/boxer, bronzový medailista z roku 1980.

## Sportovní kariéra
V mládí vystřídal několik sportů. Jeho vysněným sportem byla jízda v bobech, ale kvůli oblasti ve které žil se jim nemohl věnovat. Boxovat začal v 17 letech na učeních v Lipsku. Do východoněmecké reprezentace se dostal olympijském roce 1972 jako člen klubu SC Karl-Marx-Stadt (dnes Chemnitz). V témže roce si jako nováček si odbyl premiéru na olympijských hrách v Mnichově, kde vypadl ve čtvrtfinále s Rumunem Ionem Alexem. V dalších letech jeho výkonnost stagnovala a od roku 1974 přestoupil do klubu SG Wismut Gera, kde se ho ujal trenér Manfred Scheffler. V roce 1976 startoval na olympijských hrách v Montrélu, kde v prvním kole nestačil na Sověta Viktora Ivanova. Na olympijskou medaili si musel počkat další čtyři roky, když z olympijských her v Moskvě přivezl bronz. Sportovní kariéru ukončil v roce 1983. Věnoval se trenérské práci. Po znovusjednocení Německa v roce 1990 odjel za prací na západ do Gelsenkirchenu. Pracuje jako vychovatel v ústavu pro mladistvé.

## Výsledky
| Turnaj             | 1972       | 1973       | 1974       | 1975       | 1976       | 1977       | 1978       | 1979       | 1980       | 1981       | 1982       |            |
| Turnaj             | 21         | 22         | 23         | 24         | 25         | 26         | 27         | 28         | 29         | 30         | 31         |            |
| Turnaj             | těžká váha | těžká váha | těžká váha | těžká váha | těžká váha | těžká váha | těžká váha | těžká váha | těžká váha | těžká váha | těžká váha | těžká váha |
| ------------------ | ---------- | ---------- | ---------- | ---------- | ---------- | ---------- | ---------- | ---------- | ---------- | ---------- | ---------- | ---------- |
| Olympijské hry     | úč.        |            |            |            | úč.        |            |            |            | 3.         |            |            |            |
| Mistrovství světa  |            |            | —          |            |            |            | 3.         |            |            |            | 2.         |            |
| Mistrovství Evropy |            | úč.        |            | úč.        |            | 2.         |            | 3.         |            | 2.         |            |            |